# مگس‌گیر آبی چانه‌کم‌رنگ
مگس‌گیر آبی چانه‌کم‌رنگ (نام علمی: Cyornis poliogenys) نام یک گونه از سرده مگس‌گیرهای آبی است.